# Pseudonim ringowy

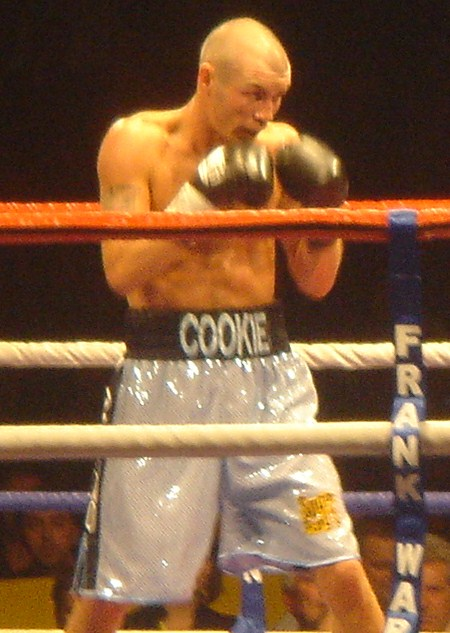
Pięściarz Nicky Cook z pseudonimem ringowym Cookie umieszczonym na spodenkach

Imię ringowe, pseudonim ringowy – pseudonim używany m.in. przez zawodowych zapaśników, a także pięściarzy, kick-boxerów oraz innych zawodników sportów walki w celu autopromocji. We wrestlingu imię ringowe używane jest jako „znak towarowy” do promowania tej dyscypliny.
W wrestlingu pseudonimy ringowe mają na celu nie tylko promocję zawodnika lub wskazanie jego gimmicku podczas prezentowanego show (np. Adam Bomb będący nawiązaniem do broni nuklearnej i energii atomowej czy The Undertaker odgrywający rolę „umarlaka–grabarza”), ale często również ma na względzie ukrycie jego prawdziwej tożsamości przed fanami wrestlingu, a tym samym zachowania kayfabe w stanie nienaruszonym lub dlatego, że dany wrestler lub federacja wrestlingu może uważać prawdziwe imię zawodnika za nieatrakcyjne, nudne lub trudne do wymówienia podczas zapowiadania (np. Michael Shawn Hickenbottom). 

## Użycie na świecie
- W Japonii zapaśnicy sumo używają tzw. shikony (四股名 lub 醜名).
- W Meksyku luchadorzy używają imion ringowych, zakładając maski.